# 弗雷保羅
10°32′56″S 37°32′02″W / 10.54889°S 37.53389°W
弗雷保羅（葡萄牙語：Frei Paulo），是巴西的城鎮，位於該國東北部，由塞爾希培州負責管轄，始建於1890年，面積406平方公里，海拔高度272米，2010年人口19,854，人口密度每平方公里48.85人。